# Тения (округ)
Тения (араб. دائرة الثنية‎) — округ Алжира. Имеет одноимённое название с его административным центром и коммуной. Это густонаселенный муниципалитет с населением 59 287 человек (по состоянию на 2008 г.).
Округ делится на 4 коммуны:
- Тения
- Сук-эль-Хад
- Бени-Амран
- Аммал